# Pirámide de Neferirkara
La pirámide de Neferirkara (también conocida como la pirámide del Ba de Neferirkara), construida para el faraón Neferirkara Kakai de la Quinta Dinastía en el siglo XXV a. C., era la estructura más alta en el sitio más elevado de la necrópolis de Abusir, que se encuentra entre Guiza y Saqqara, en Egipto, y aún domina la necrópolis. La pirámide también es importante porque su excavación condujo al descubrimiento de los Papiros de Abusir.
La Quinta Dinastía marcó el final de las grandes construcciones piramidales durante el Imperio Antiguo. Las pirámides de la época eran más pequeñas y cada vez más estandarizadas, aunque también proliferó la intrincada decoración en relieve. La pirámide de Neferirkara se desvió de lo convencional, ya que originalmente se construyó como una pirámide escalonada: un diseño que quedó anticuado después de la Tercera Dinastía (siglo XXVII a. C. o siglo XXVI a. C.). Finalmente se enterró en una segunda pirámide escalonada con alteraciones destinadas a convertirla en una pirámide verdadera; Sin embargo, la muerte del faraón dejó el trabajo para que lo completaran sus sucesores. Los trabajos restantes se completaron a toda prisa, utilizando material de construcción más barato.
Debido a las circunstancias, el monumento de Neferirkara carecía de varios elementos básicos de un complejo piramidal: un templo del valle, una calzada y una pirámide de culto. En cambio, estos fueron reemplazados por un pequeño asentamiento de casas de adobe al sur del monumento, desde donde los sacerdotes del culto podían realizar sus actividades diarias, en lugar de la ciudad piramidal habitual cerca del templo del valle. A esto se debe el descubrimiento de los papiros de Abusir en la década de 1890. Normalmente, los archivos de papiro habrían estado contenidos en la ciudad de las pirámides, donde se habría asegurado su destrucción. La pirámide se convirtió en parte de un cementerio familiar mayor. Los monumentos a la consorte de Neferirkara, Jentkaus II; y sus hijos, Neferefra y Nyuserra, se encuentran en los alrededores. Aunque su construcción comenzó bajo diferentes gobernantes, estos cuatro monumentos se completaron durante el reinado de Nyuserra.

## Ubicación y excavación

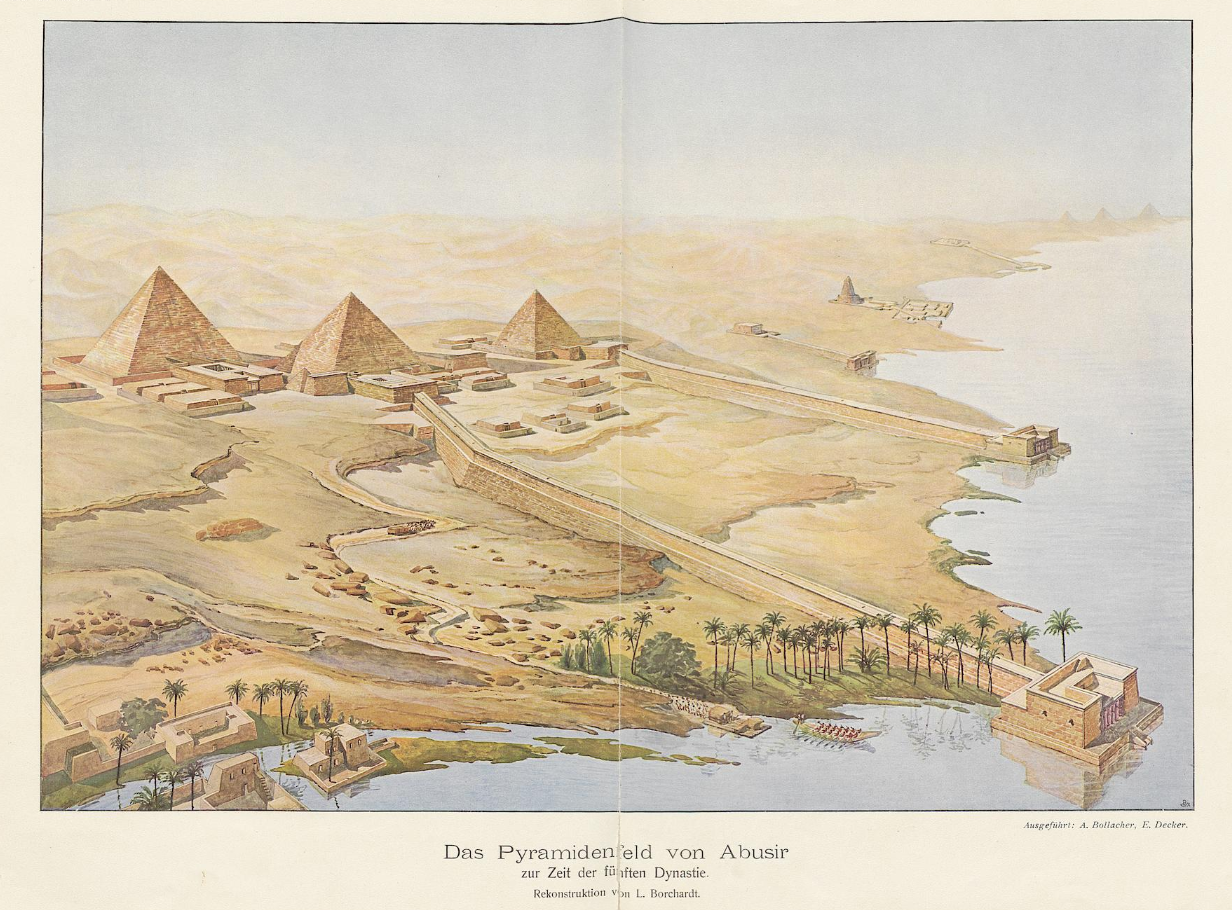
Pintura de 1907 de la necrópolis de Abusir, de A. Bollacher y E. Decker, presentada tal como era en el Imperio Antiguo

La pirámide de Neferirkara está situada en la necrópolis de Abusir, entre Saqqara y la meseta de Guiza. Abusir asumió una gran importancia en la Quinta Dinastía después de que Userkaf, el primer gobernante, construyera su templo solar y, su sucesor, Sahura, inaugurara allí una necrópolis real con su monumento funerario. El sucesor de Sahura, su hijo Neferirkara, se convirtió en el segundo gobernante en ser sepultado en la necrópolis. El egiptólogo Jaromír Krejčí propone una serie de hipótesis para la posición del complejo de Neferirkara en relación con el complejo de Sahura: (1) que Neferirkara estaba motivado para distanciarse de Sahura y, por lo tanto, optó por fundar un nuevo cementerio y rediseñar el plan del templo mortuorio para diferenciarlo de Sahura; (2) que las presiones geomorfológicas, particularmente la pendiente entre los complejos de Neferirkara y Sahura, requirieron que Neferirkara ubicara su complejo en otro lugar; (3) sobre la base de que el sitio es el punto más alto, Neferirkara puede haberlo seleccionado para asegurarse de que su complejo dominara el área circundante y; (4) que el sitio puede haber sido seleccionado intencionalmente para construir la pirámide en línea con Heliópolis. La diagonal de Abusir es una línea figurativa que conecta las esquinas noroeste de las pirámides de Neferirkara, Sahura y Neferefra. Es similar al eje de Guiza, que conecta las esquinas sureste de las pirámides de Guiza y converge con la diagonal de Abusir en un punto de Heliópolis.

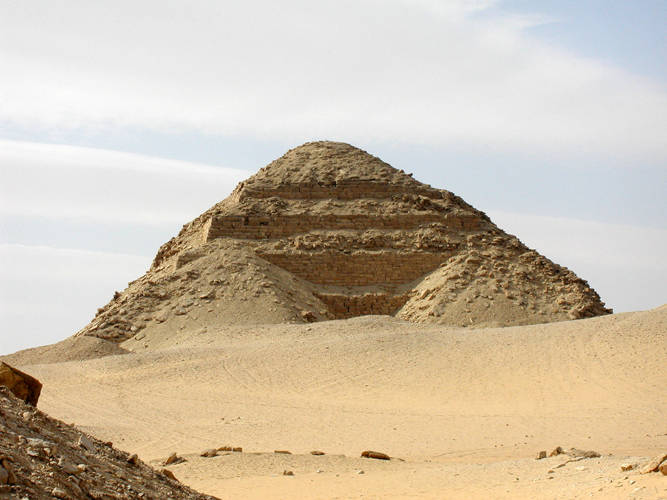
La pirámide de Neferirkara con la pirámide escalonada original claramente visible debajo del exterior de los escombros

La ubicación del complejo afectó el proceso de construcción. El egiptólogo Miroslav Bárta dijo que la ubicación se eligió en parte por su relación con la capital administrativa del Imperio Antiguo, Inbu-Hedj, conocida hoy como Menfis. Siempre que se conozca con precisión la ubicación de la antigua Menfis, la necrópolis de Abusir no habría estado a más de 4 km del centro de la ciudad. El beneficio de que el sitio estuviera cerca de la ciudad fue el mayor acceso a recursos y mano de obra. Al suroeste de Abusir, los trabajadores podrían explotar una cantera de piedra caliza para recolectar recursos para la fabricación de bloques de mampostería utilizados en la construcción de la pirámide. La piedra caliza allí era particularmente fácil de extraer, teniendo en cuenta que las capas de grava, arena y tafl intercalaban la piedra caliza en segmentos delgados de entre 0,60 m y 0,80 m de espesor, lo que facilitaba el desalojo de su matriz.
En 1838, John Shae Perring, un ingeniero que trabajaba para el coronel Howard Vyse, despejó las entradas a las pirámides de Sahura, Neferirkara y Nyuserra. Cinco años más tarde, el egiptólogo Karl Richard Lepsius, patrocinado por el rey Federico Guillermo IV de Prusia, exploró la necrópolis de Abusir y catalogó la pirámide de Neferirkara como XXI. Lepsius propuso la teoría de que el método de construcción de la capa de  acreción se aplicó a las pirámides de la Quinta y Sexta Dinastía. Un acontecimiento importante fue el descubrimiento de los papiros de Abusir, encontrados en el templo de Neferirkara durante excavaciones ilícitas en 1893. En 1902-1908, el egiptólogo Ludwig Borchardt, que trabajaba para la Deutsche Orient-Gesellschaft o la Sociedad Oriental Alemana, volvió a inspeccionar esas mismas pirámides y excavó los templos y calzadas adyacentes. La de Borchardt fue la primera y única otra gran expedición realizada en la necrópolis de Abusir y contribuyó significativamente a la investigación arqueológica en el sitio. Sus hallazgos fueron publicados en Das Grabdenkmal des Königs Nefer-Ir-Ke-Re (1909).  El Instituto Checo de Egiptología ha tenido un proyecto de excavación a largo plazo en el sitio desde la década de 1960.

## Complejo mortuorio

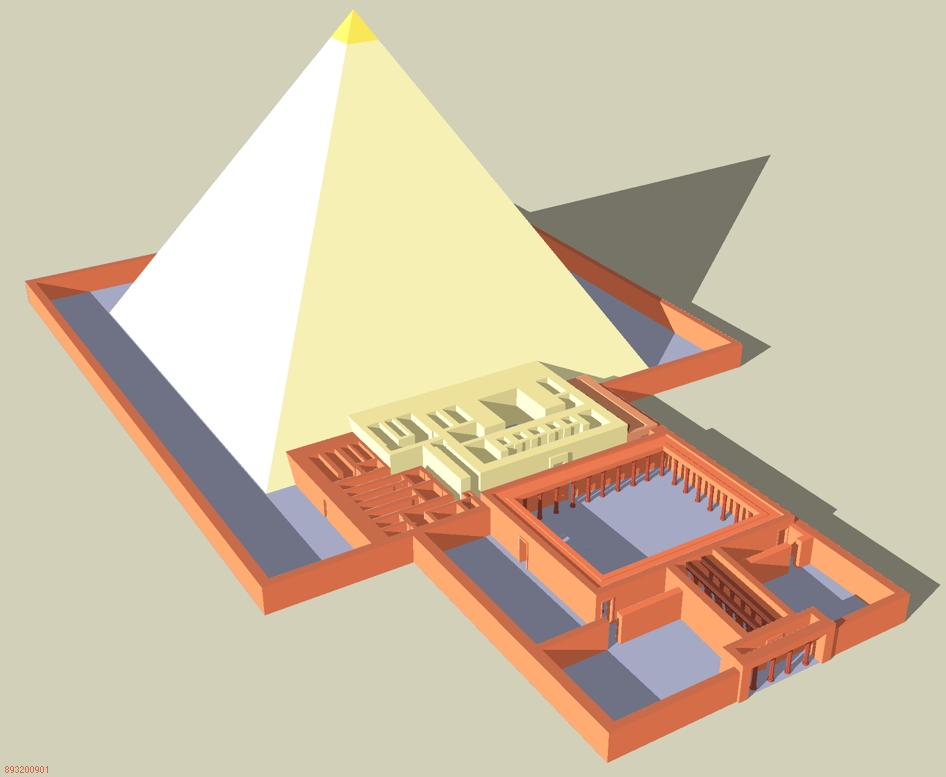
Modelo tridimensional del complejo mortuorio de Neferirkara

### Diseño
Las técnicas de construcción de pirámides experimentaron una transición en la Quinta Dinastía. La monumentalidad de las pirámides disminuyó, el diseño de los templos funerarios cambió y la subestructura de la pirámide se estandarizó. Por el contrario, proliferó la decoración en relieve y los templos se enriquecieron con mayores complejos de almacenes.
Estos dos cambios conceptuales se habían desarrollado a más tardar en la época del reinado de Sahura. El complejo mortuorio de Sahura indica que la expresión simbólica a través de la decoración se vio favorecida por encima de la mera magnitud. Por ejemplo, el complejo del faraón Keops de la Cuarta Dinastía tenía un total de 100 metros lineales reservados para decoración, mientras que el templo de Sahura tenía alrededor de 370 metros lineales dedicados a decoraciones en relieve. Bárta identifica que el espacio de almacenamiento en los templos mortuorios se expandió constantemente desde el reinado de Neferirkara en adelante. Esto fue el resultado de la centralización combinada del enfoque administrativo en el culto funerario, el aumento en el número de sacerdotes y funcionarios involucrados en el mantenimiento del culto y el aumento de sus ingresos. El descubrimiento de restos considerables de vasijas de piedra, en su mayoría rotas o incompletas, en los templos piramidales de Sahura, Neferirkara y Neferefra da testimonio de este desarrollo.
Los complejos mortuorios del Imperio Antiguo constaban de cinco componentes esenciales: (1) un templo del valle; (2) una calzada elevada; (3) un templo mortuorio; (4) una pirámide de culto; y (5) la pirámide principal. El complejo mortuorio de Neferirkara tenía solo dos de estos elementos básicos: un templo mortuorio que se había construido apresuradamente con adobe barato y madera; y la pirámide principal más grande del sitio. El templo del valle y la calzada que originalmente estaban destinados al monumento de Neferirkara fueron cooptados por Nyuserra para su propio complejo mortuorio. Por el contrario, una pirámide de culto nunca entró en construcción, como consecuencia de la prisa por completar el monumento tras la muerte de Neferirkara. Un pequeño asentamiento y alojamientos construidos con adobe al sur del complejo donde vivirían los sacerdotes se convirtió en su reemplazo. Se construyó un enorme muro de ladrillo alrededor del perímetro de la pirámide y el templo mortuorio para completar el monumento funerario de Neferirkara.

### Pirámide principal
El monumento se pensó como una pirámide escalonada, una elección inusual para un rey de la Quinta Dinastía, dado que la era de las pirámides escalonadas terminó con la Tercera Dinastía (siglo XXVI a. C. o siglo XXVII a. C.) siglos antes, dependiendo de la fuente. La razón se desconoce. El egiptólogo Miroslav Verner considera una conexión especulativa entre el Canon de Turín que lo incluye «como el fundador de una nueva dinastía» y el proyecto original, aunque también considera la posibilidad de razones religiosas y políticas de poder. La primera construcción contenía seis escalones cuidadosamente colocados de bloques de piedra caliza de alta calidad que alcanzaban una altura de 52 m. Se iba a aplicar una cubierta de piedra caliza blanca a la estructura, pero después de que se completó un trabajo mínimo en esto —que se extendió solo al primer escalón—, la pirámide se rediseñó para formar una «verdadera pirámide». Verner describe la arquitectura de una pirámide de la Quinta Dinastía:

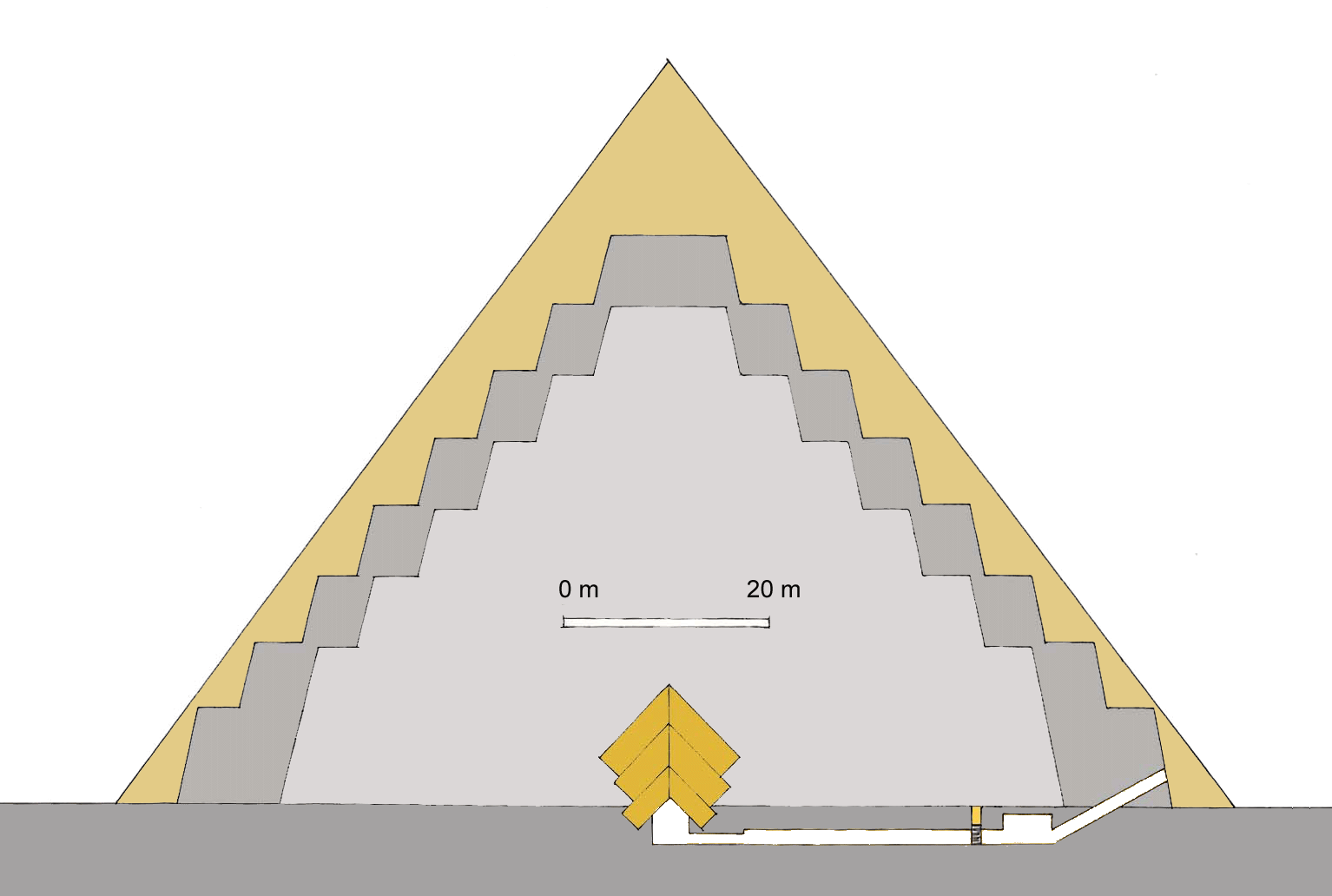
Las tres etapas de la construcción de la pirámide. Gris claro: núcleo original de seis escalones de la pirámide escalonada planificada. Gris oscuro: proyecto de ampliación con dos pasos adicionales. Beige: revestimiento de granito planificado. Internamente, también se representan el corredor y el techo a dos aguas de piedra caliza de tres capas de la antecámara y la cámara funeraria

La cara exterior del primer escalón del núcleo de la pirámide estaba formada por un armazón formado por enormes bloques de piedra caliza de color gris oscuro de hasta 5 m de largo y bien unidos entre sí. Del mismo modo, había un marco interior construido con bloques más pequeños y que formaban las paredes de la zanja rectangular destinada a las cámaras subterráneas de la tumba. Entre los dos marcos se habían apilado piezas de piedra caliza de mala calidad, a veces «secas» y a veces pegadas con mortero de arcilla y arena. ... Efectivamente, el núcleo se modeló en escalones, pero estos se construyeron en capas horizontales y solo los bloques de piedra que formaban la superficie exterior eran de alta calidad y estaban bien unidos entre sí. La parte interna del núcleo se rellenó con piedras en bruto parcialmente unidas de calidad y tamaño variable.
Para convertirla de en una pirámide escalonada a una genuina, toda la estructura se extendió hacia afuera unos 10 m y se elevó otros dos escalones en altura. Este proyecto de expansión se completó en orden aproximado con pequeños fragmentos de piedra destinados a ser revestidos de granito rojo. La muerte prematura del rey detuvo el proyecto después de que solo se completaran los niveles más bajos de la carcasa. La base resultante de la estructura medía 105 m de cada lado y, si se hubiera completado el proyecto, la pirámide habría alcanzado aproximadamente 72 m de altura con una inclinación desde la base hasta la punta de unos 54°. A pesar de lo incompleto de la estructura, la pirámide, que es de un tamaño comparable a la de Micerino en Guiza, domina sus alrededores como resultado de la posición de su sitio sobre una colina a unos 33 m sobre el delta del Nilo.

### Subestructura

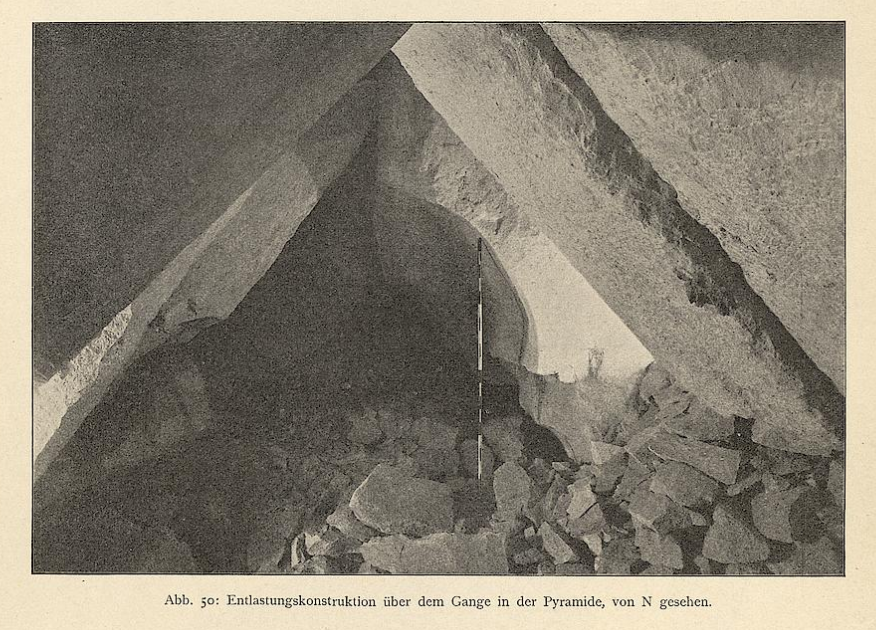
Subestructura de la pirámide de Neferirkara con vigas de piedra caliza

El corredor descendente cerca de la mitad de la cara norte de la pirámide sirve como entrada a la subestructura de la pirámide de Neferirkara. El corredor comienza aproximadamente a 2 m sobre el nivel del suelo y termina a una profundidad similar por debajo del nivel del suelo. Tiene proporciones de 1.87 m de altura y 1.27 m de ancho. Está reforzado en los puntos de entrada y salida con un revestimiento de granito. El corredor desemboca en un vestíbulo que conduce a un corredor más largo que está protegido por un rastrillo. Este segundo corredor tiene dos vueltas, pero mantiene una dirección generalmente hacia el este y termina en una antecámara desplazada de la cámara funeraria. El techo del corredor es único: el techo plano tiene un segundo techo a dos aguas hecho de piedra caliza encima, que a su vez tiene un tercer techo hecho con una capa de cañas.
Los techos de la antecámara y el entierro se construyeron con tres capas de piedra caliza a dos aguas. Las vigas dispersan el peso de la superestructura a ambos lados del pasillo, evitando el colapso. Los ladrones han saqueado las cámaras de su piedra caliza haciendo imposible su reconstrucción adecuada, aunque todavía se pueden discernir algunos detalles. A saber, que (1) ambas habitaciones estaban orientadas a lo largo de un eje este-oeste, (2) ambas cámaras tenían el mismo ancho; la antecámara era más corta de las dos, y (3) ambas cámaras tenían el mismo estilo de techo y les falta una capa de piedra caliza.
En general, la subestructura está muy dañada: el derrumbe de una capa de vigas de piedra caliza ha cubierto la cámara funeraria. No se ha encontrado ningún rastro de la momia, el sarcófago o cualquier equipo funerario en el interior. La gravedad del daño a la subestructura impide una mayor excavación

### Templo mortuorio

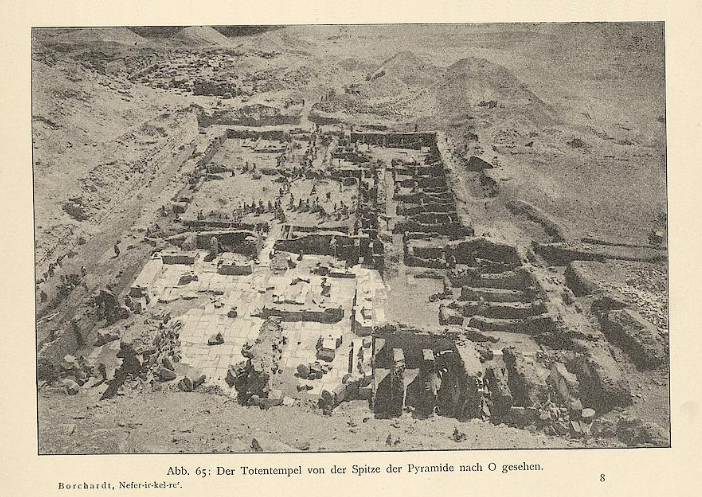
Templo mortuorio de la pirámide de Neferirkara

El templo mortuorio está ubicado en la base de la cara este de la pirámide. Es más grande de lo que era usual para el período. Las pruebas arqueológicas sugieren que estaba inacabada a la muerte de Neferirkara, y que fue completada por Neferefra y Nyuserra. Por ejemplo, mientras que el templo interior y los nichos de las estatuas se construyeron en piedra, gran parte del resto del templo, incluidos el patio y el vestíbulo, se completó aparentemente de forma apresurada con ladrillos de barro y madera baratos. Esto dejaba grandes partes del templo mortuorio susceptibles a la erosión de la lluvia y el viento, donde la piedra le habría dado una durabilidad significativa. El sitio era menos impresionante desde el punto de vista estético, aunque su disposición y características básicas seguían siendo aproximadamente análogas a las del templo de Sahura. Su mayor tamaño puede atribuirse a la decisión de construir el complejo sin un templo en el valle ni una calzada. En su lugar, la calzada y el templo, cuyos cimientos habían sido construidos, fueron desviados al complejo de Nyuserra.

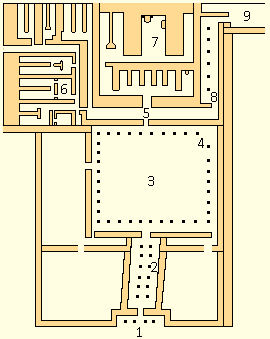
Planta del templo mortuorio de Neferirkara. Por orden: (1) pórtico de entrada; (2) vestíbulo de entrada; (3) patio con (4) columnas de madera; (5) pasillo transversal; (6) almacenes, notables por los papiros de Abusir encontrados allí; (7) templo interior; (8) pasillo con columnas que conduce a (9) un pasillo hacia el patio principal

Al templo se entraba por el pórtico con columnas y el vestíbulo con columnas que desembocaba en un gran patio con columnas. Las columnas del vestíbulo y el patio son de madera dispuesta en forma de tallos y capullos de loto. El patio está adornado con treinta y siete columnas de este tipo; estas columnas están colocadas asimétricamente. El arqueólogo Herbert Ricke planteó la hipótesis de que las columnas cercanas al altar podrían haber sido dañadas por el fuego y retiradas. Un fragmento de papiro de los archivos del templo corrobora esta historia. Una rampa baja y escalonada en el oeste del patio conduce a un pasillo transversal (norte-sur) que lleva al sur a los almacenes y al norte a otro pasillo más pequeño con seis columnas de madera a través del cual se puede acceder al patio abierto de la pirámide principal. Es en los almacenes del sur donde los papiros de Abusir fueron descubiertos por los sepultureros en la década de 1890. Más allá de los almacenes hay una puerta que tiene otro punto de acceso al patio principal de la pirámide, y a través de la cual una segunda puerta suroeste excavada conduce al complejo de Khentkaus II. Finalmente, atravesando el pasillo se accede directamente al santuario o templo interior.

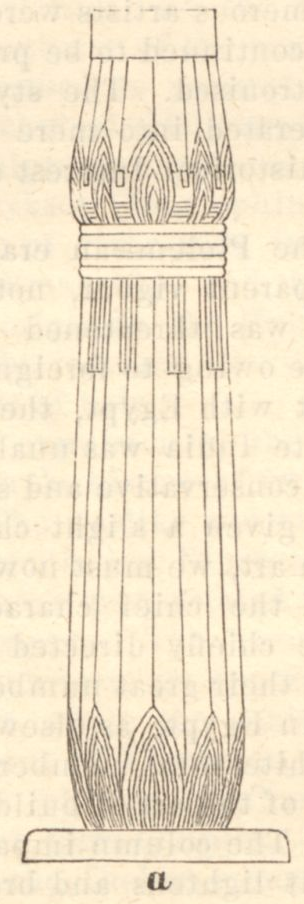
Una columna de papiro en forma de loto, similar a las encontradas en los templos mortuorios

Los relieves que se conservan están fragmentados. De los materiales conservados, destaca un bloque en particular de vital importancia para reconstruir la genealogía de la familia real en esta época. Un bloque de piedra caliza, descubierto en la década de 1930 por el egiptólogo Édouard Ghazouli, representa a Neferirkara con su consorte, Khentkaus II, y su hijo mayor, Neferefra. No se encontró en la pirámide, sino como parte de una casa en el pueblo de Abusir.
Los papiros de Abusir documentan detalles relativos al templo mortuorio de Neferirkara en Abusir. Uno de los testimonios de los papiros es que cinco estatuas se encontraban en los nichos de la capilla central. La estatua central representaba a Neferirkara como la deidad Osiris, mientras que las dos estatuas más externas lo representaban como el rey del Alto y el Bajo Egipto respectivamente. Los papiros también registran la existencia de al menos cuatro barcas funerarias en Abusir. Dos embarcaciones se encuentran en salas selladas, mientras que las otras dos están al norte y al sur de la propia pirámide. La barca del sur se descubrió cuando Verner la desenterró durante las excavaciones.

### Templo del valle, calzada y pirámide de culto
En el momento de la muerte de Neferirkara, sólo se habían colocado los cimientos del templo del valle y dos tercios de la calzada del templo mortuorio. Cuando Nyuserra se hizo cargo del lugar, hizo desviar la calzada de su destino original a su propio templo mortuorio. Por lo tanto, la calzada se desplaza en una dirección durante más de la mitad de su recorrido, y luego se desvía hacia otra durante el resto de su longitud.
El monumento de Neferirkara no tiene una pirámide de culto. Más bien, la pirámide de culto se sustituyó por un pequeño asentamiento, llamado Ba Kakai, de viviendas de adobe para los sacerdotes, al sur del monumento.
La omisión de estos elementos «esenciales» tuvo un impacto significativo. En circunstancias normales, los sacerdotes que atendían el culto funerario del faraón fallecido habrían vivido en una «ciudad piramidal» construida en las proximidades del templo del valle, situado en el lago Abusir. Los registros diarios de la administración habrían tenido su residencia en la ciudad con los sacerdotes. En cambio, debido a las circunstancias, estos documentos se guardaron en el interior del templo mortuorio. Esto ha permitido conservar sus archivos, que de otro modo se habrían desintegrado hace tiempo, enterrados bajo el barro. La ubicación del asentamiento junto al complejo también permitió realizar pequeñas obras de restauración.

### Historia posterior
Nyuserre se convirtió en el último rey que construyó su monumento funerario en Abusir; sus sucesores Menkauhor y Dyedkara Isesi eligieron otros lugares, y Abusir dejó de ser la necrópolis real. Pero el sitio se abandonó. Los Papiros de Abusir demuestran que los cultos funerarios permanecieron activos en Abusir al menos hasta el reinado de Pepi II a finales de la Sexta Dinastía. Entre los sacerdotes que sirvieron a Neferirkara se encuentra Kaemnefret, sacerdote de la pirámide y el templo solar de Neferirkara y de la pirámide de Sahura; Nimaatptah, sacerdote en la pirámide y templo solar de Neferirkara; Kuyemsnewy y Kamesenu, sacerdotes de los cultos de Sahura, Neferirkara y Nyuserra; Nimaatsed, sacerdote de las pirámides de Neferirkara, Neferefra y Nyuserra; Khabauptah, sacerdote de Sahura, Neferirkara, Neferefra y Nyuserra Ini.
Verner cree que las actividades de culto real cesaron en el Primer Periodo Intermedio. Málek señala que existen algunas pruebas limitadas de la persistencia de los cultos de Neferirkara y Nyuserra a lo largo del Período Heracleopolitano, aunque esto significa que el culto de Nyuserra funcionó de forma continua hasta, al menos, la Dinastía XII. El profesor Antonio Morales cree que los cultos funerarios pueden haber continuado más allá del Imperio Antiguo, en particular, el culto a Nyuserra parece haber sobrevivido tanto en su forma oficial como en la veneración pública popular hasta principios del Imperio Medio,  y algunas escasas pruebas en forma de dos estatuas fechadas en el Imperio Medio pueden sugerir que el culto a Neferirkara también estuvo activo durante ese periodo.
Las necrópolis cercanas a Menfis, concretamente las de Saqqara y Abusir, fueron muy utilizadas durante la Vigésima Sexta Dinastía (c. 664-525 a. C.
). Para la construcción de estas tumbas se necesitaron considerables cantidades de piedra, que muy probablemente se extrajo de las pirámides del Imperio Antiguo, lo que las perjudicó aún más. En las inmediaciones del templo mortuorio de Neferirkara se han descubierto tumbas que se calcula que datan del siglo V a. C. Una lápida de calcita amarilla, descubierta por Borchardt, lleva una inscripción en arameo: «(Perteneciente) a Nsnw, la hija de Paḥnûm» leída alternativamente como «(Perteneciente) a Nesneu, la hija de Tapakhnum». Una segunda inscripción, encontrada por Verner en un bloque de piedra caliza en el templo mortuorio, lleva la inscripción «Mannu-ki-na'an hijo de Šewa». La datación de esta segunda inscripción es incierta, pero es posible que sea de la misma época.

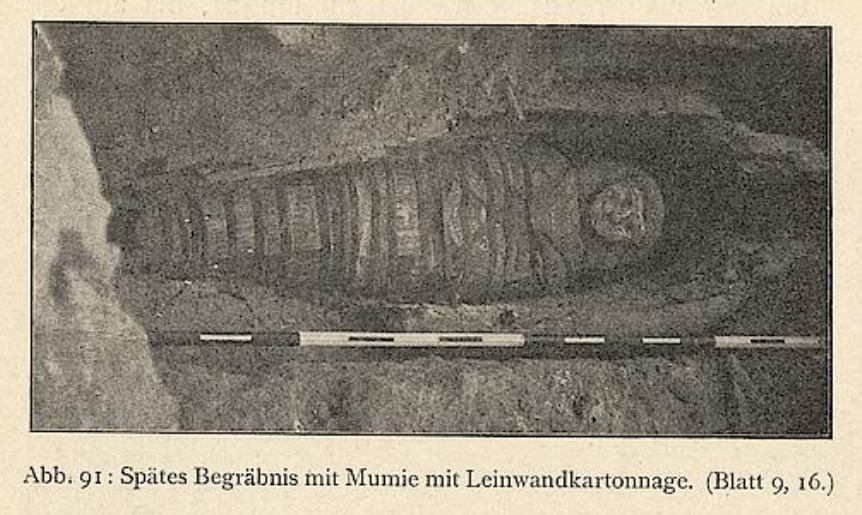
Restos momificados en un cartonaje de lona fechado en la 26ª dinastía
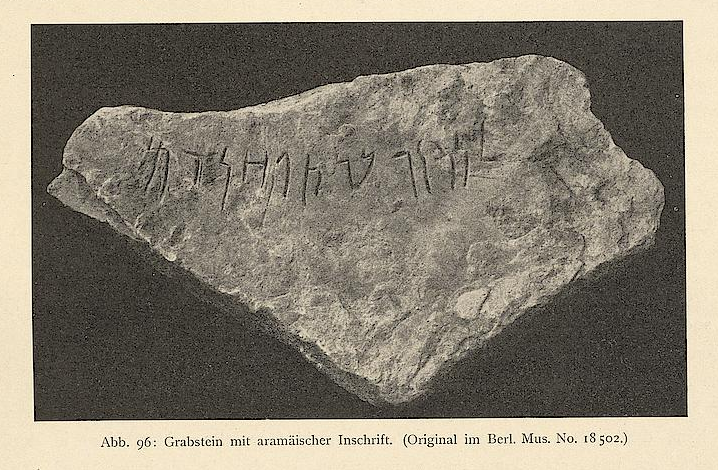
Inscripción aramea descubierta por Ludwig Borchardt

## Cementerio familiar

### Pirámide de Khentkaus II

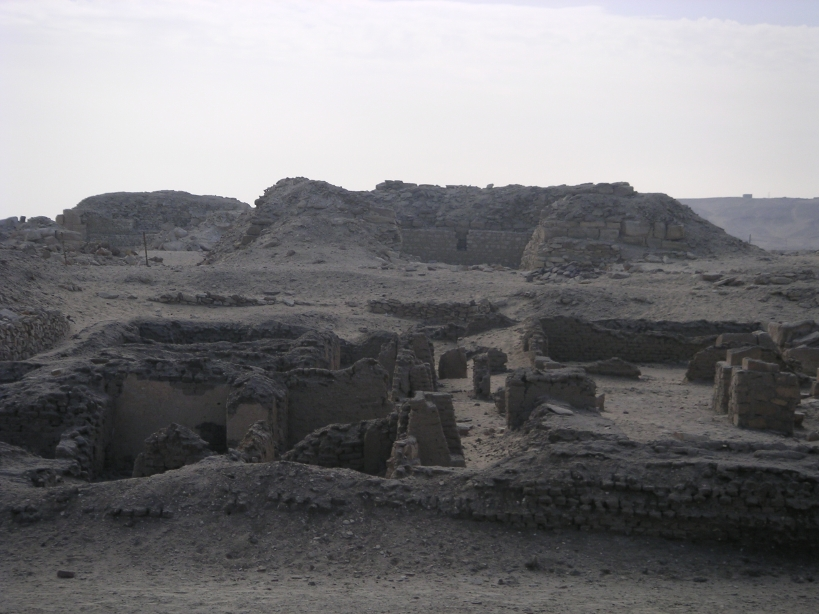
Restos de la pirámide de Khentkaus II

En un principio, Borchardt pensó que una estructura en ruinas en el lado sur del complejo de Neferirkara era una mastaba sin importancia, y la inspeccionó sólo brevemente. En la década de 1970, el equipo checo de Verner la identificó como la tumba piramidal de la consorte de Neferirkara, Khentkaus II. Perring había descubierto anteriormente un grifo en un bloque de piedra caliza del emplazamiento de la tumba de Neferirkara que mencionaba a «la esposa del rey, Khentkawes». También aparece en un relieve de la familia real en otro bloque de piedra caliza en el que también aparece el hijo de Neferirkara, Neferefra.
La pirámide de Khentkaus se construyó en dos fases. El primero debió de comenzar durante el reinado de Neferirkara, como demuestra la inscripción que descubrió Perring. El proyecto se detuvo alrededor del décimo año de su reinado. Verner sugirió que la muerte prematura de Neferirkara interrumpió el proyecto y que se terminó durante el reinado de Nyuserra. La palabra «madre» aparece inscrita sobre «esposa» en otro bloque, lo que indica que la relación entre Khentkaus II y Nyuserra era de madre e hijo. La estructura terminada tiene una base cuadrada que mide 25 m de lado, y con una inclinación de 52° tendría 17 m de altura si no estuviera en ruinas. Su complejo mortuorio también incluye una pirámide satélite, un patio y un templo mortuorio ampliado.

### Pirámide inacabada (Neferefra)
Situada directamente al suroeste del monumento de Neferirkara, y justo al oeste de la de Khentkaus II, la pirámide inacabada de Nefererefra es otro miembro del cementerio familiar nacido alrededor de la tumba de Neferirkara. Construida en la diagonal a Abusir, la pirámide de Neferefra nunca se completó debido a la inesperada muerte temprana del faraón. Construida originalmente con una longitud de base de 65 m, ligeramente más corta que la de la pirámide de Sahura, y con un solo escalón completado, el plan tuvo que ser alterado para acomodar los restos del rey. Por esta razón, la pirámide se convirtió apresuradamente en una mastaba cuadrada y completada con la aplicación de un revestimiento de piedra caliza con una inclinación de 78° y una cubierta de arcilla y piedra del desierto. Se cree que el templo mortuorio que lo acompaña se construyó inmediatamente después de la muerte de Neferefra. Las principales características del templo eran una sala hipóstila, dos grandes barcos de madera y una serie de estatuas rotas encontradas en habitaciones cercanas a la mencionada sala.

### Pirámide de Nyuserra

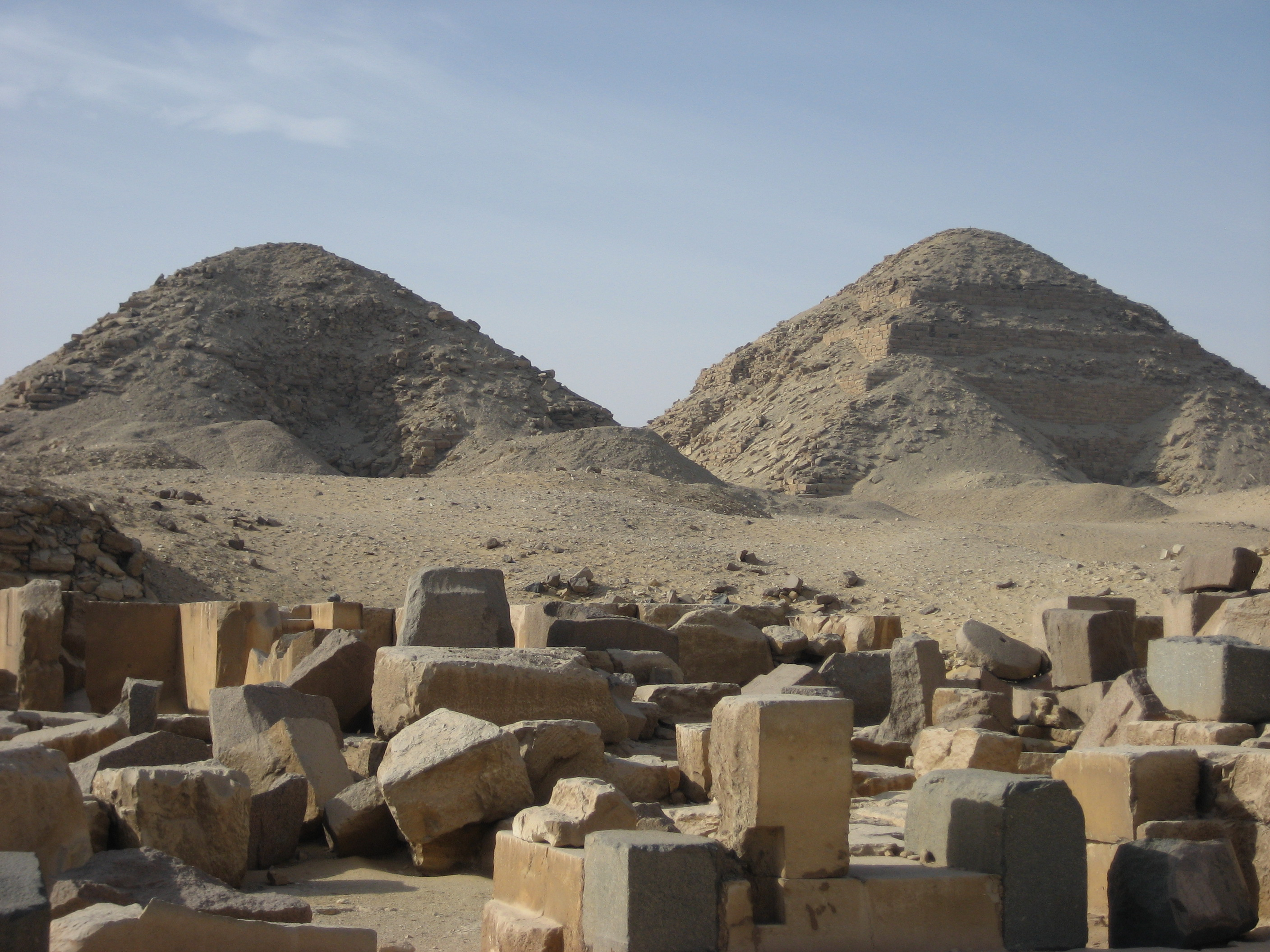
Pirámides de Nyuserra (izquierda) y Neferirkara (derecha)

Nyuserra se unió al cementerio familiar con su complejo mortuorio, y se convirtió en el último rey en ser enterrado en la necrópolis de Abusir. Al subir al trono, Nyuserra se comprometió a completar los tres monumentos inacabados de sus familiares más cercanos: su padre, Neferirkara; su madre, Khentkaus II; y su hermano, Neferefra. Los costes de este proyecto lastraron la construcción de su propio monumento, lo que se manifestó en el emplazamiento del complejo.
En lugar de estar asentado en el eje Abusir-Heliópolis, el complejo de Nyuserra está enclavado entre las pirámides de Neferirkara y Sahura. Respetar el eje habría supuesto situar el complejo al suroeste de la pirámide inacabada de Neferefra, y lejos del valle del Nilo. El gasto habría sido desmesurado.
La pirámide, situada al noreste de la pirámide de Neferirkara, tiene una altura de unos 52 m y una longitud de base de unos 79 m. La calzada que conecta el templo del valle con el complejo mortuorio estaba originalmente destinada a la pirámide de Neferirkara, pero Nyuserra la desvió para que sirviera a su monumento.

## Papiro de Abusir

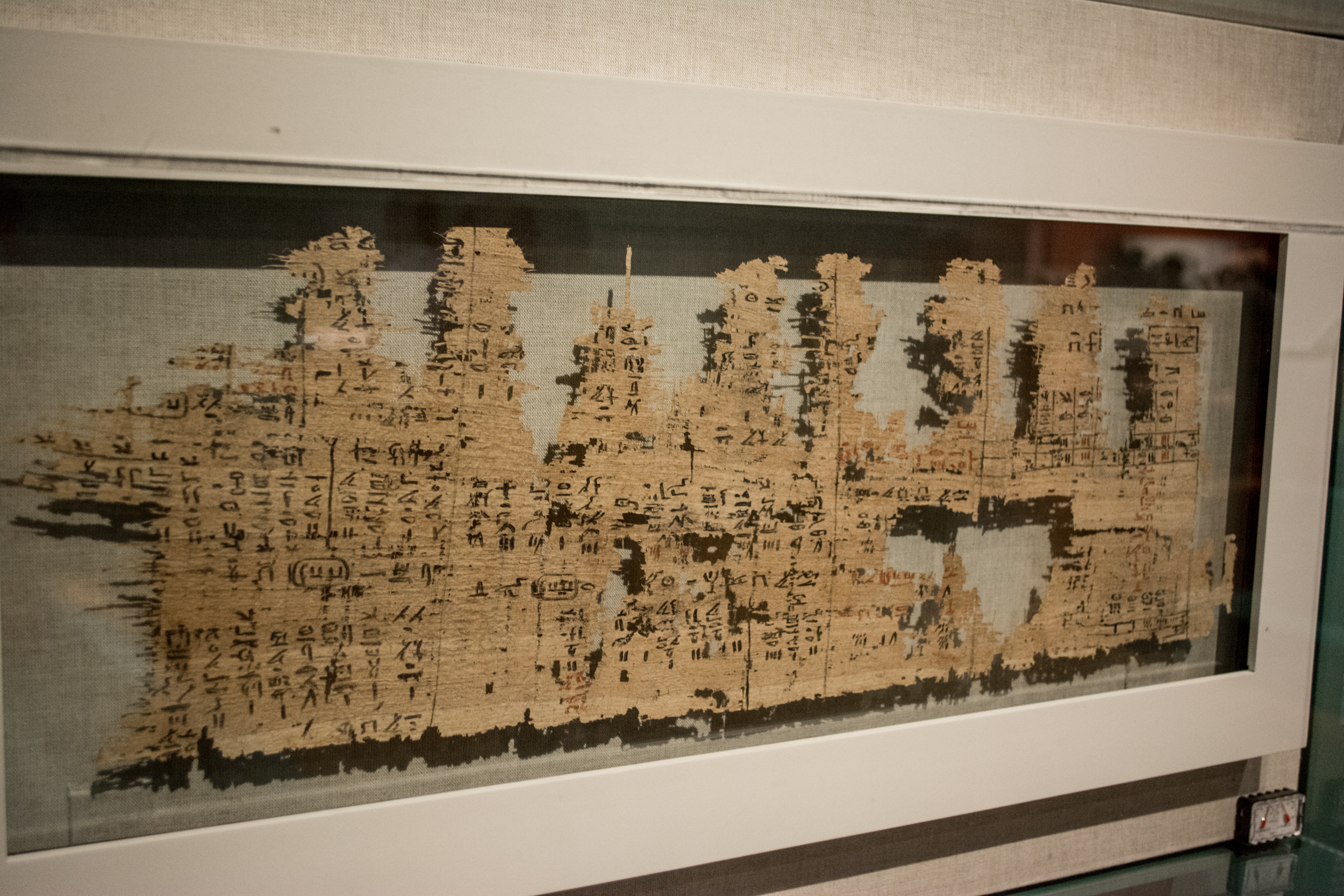
Papiro de Abusir que documenta las actividades diarias en la pirámide de Neferirkara

La importancia del monumento proviene de las circunstancias de su construcción y del contenido de los archivos de los papiros de Abusir. El egiptólogo Nicolas Grimal dice que «Esta fue la colección de papiros más importante conocida del Imperio Antiguo hasta que la expedición de 1982 del Instituto Egiptológico de la Universidad de Praga descubrió un yacimiento aún más rico en un almacén del cercano templo mortuorio de Neferefra».
Los primeros fragmentos de los papiros de Abusir fueron descubiertos por buscadores ilícitos en 1893, y vendidos y distribuidos en todo el mundo en el mercado de antigüedades. Más tarde, Borchardt descubrió fragmentos adicionales mientras excavaba en la misma área. Se encontró que los fragmentos estaban escritos en hierático; una forma cursiva de jeroglíficos. Otros papiros encontrados en la tumba de Neferirkara fueron estudiados exhaustivamente y publicados por el egiptólogo Paule Posener-Kriéger.
Los registros de papiros abarcan el período comprendido entre el reinado de Dyedkara Isesi hasta el reinado de Pepi II. Relatan todos los aspectos de la gestión del culto funerario del rey, incluidas las actividades diarias de los sacerdotes, listas de ofrendas, cartas y controles de inventario del templo. Es importante destacar que los papiros conectan el panorama general de la interacción entre el templo mortuorio, el templo del sol y otras instituciones. Por ejemplo, la evidencia fragmentaria de los papiros indica que los bienes para el culto funerario de Neferirkara fueron transportados por barco al complejo piramidal del rey. Se desconoce el alcance total de los registros de los papiros encontrados en Abusir, ya que los hallazgos más recientes permanecen sin publicar.